# محمدو فال (بازیکن فوتبال)
محمدو فال (انگلیسی: Muhammadu Faal؛ زادهٔ ۱ ژوئیهٔ ۱۹۹۷) بازیکن فوتبال اهل بریتانیا است.